# Осмонкулов, Искендер
Искендер Осмонкулов (кирг. Искендер Осмонкулов; 15 августа 1907, Талды-Булак, Сырдарьинская область — 19 октября 1992, Талды-Булак, Таласская область) — старший чабан конезавода № 113 Таласского района Киргизской ССР. Герой Социалистического Труда (1966). Лауреат Государственной премии СССР (1976).

## Биография
Родился 15 августа 1907 года в Талды-Булаке (ныне — Таласский район Таласской области).
С 1948 года трудился пастухом, старшим чабаном на конезаводе № 113 Таласского района. В 1965 году бригада Искендера Осмонкулова вырастила в среднем по 165 ягнят от каждой сотни овцематок и настригла в среднем по 4,3 килограмма шерсти с каждой овцы. Указом Президиума Верховного Совета СССР от 22 марта 1966 года удостоен звания Героя Социалистического Труда с вручением ордена Ленина и золотой медали «Серп и Молот».
В 1976 году удостоен Государственной премии СССР «за значительное увеличение производства высококачественной продукции животноводства и внедрение прогрессивной технологии её переработки».
С 1969 года — персональный пенсионер союзного значения. Проживал в селе Талды-Булак, где скончался в 1992 году.